# Monaco aux Jeux olympiques d'été de 2016
Monaco participe aux Jeux olympiques d'été de 2016 à Rio de Janeiro au Brésil du 5 au 21 août 2016. Il s'agit de sa vingtième participation à des Jeux olympiques d'été.

## Athlétisme

### Homme
| Athlétes   | Compétitions | Série         | Série | Demi-finales | Demi-finales | Finale  | Finale  |
| ---------- | ------------ | ------------- | ----- | ------------ | ------------ | ------- | ------- |
| Athlétes   | Compétitions | Temps         | Série | Temps        | Série        | Temps   | Série   |
| Brice Etès | 800 mètres   | 1 min 50 s 40 | 8e    | Éliminé      | Éliminé      | Éliminé | Éliminé |

## Gymnastique

### Artistique

#### Qualification
Les qualifications sont terminées.
Voici les disciplines olympiques en gymnastique artistique retenues pour les Jeux de Rio et la présence de Monaco à ces dernières :
| Hommes                      |              |            | Femmes                      |              |            |
| Épreuve                     | Quota obtenu | Moyen      | Épreuve                     | Quota obtenu | Moyen      |
| --------------------------- | ------------ | ---------- | --------------------------- | ------------ | ---------- |
| Concours par équipes        | Non          | Test event | Concours par équipes        | Non          | Test event |
| Concours général individuel | Oui          |            | Concours général individuel |              |            |
| Sol                         |              |            | Sol                         |              |            |
| Cheval d'arçon              |              |            | Saut                        |              |            |
| Anneaux                     |              |            | Barres asymétriques         |              |            |
| Saut                        |              |            | Poutre                      |              |            |
| Barre parallèles            |              |            |                             |              |            |
| Barre fixe                  |              |            |                             |              |            |

Monaco a reçu une invitation de la commission tripartite pour envoyer un athlète masculin en gymnastique artistique. 
Il s'agit de la première participation de Monaco à cette épreuve depuis 1920.

#### Participation et Performance
Voici les athlètes représentants Monaco aux jeux olympiques en gymnastique artistique et leur performance : 
Hommes
| Athlète        | Compétition      | Qualifications | Qualifications | Qualifications | Qualifications | Qualifications | Qualifications | Qualifications | Qualifications | Finale   | Finale   | Finale   | Finale   | Finale   | Finale   | Finale | Finale |
| Athlète        | Compétition      | Appareil       | Appareil       | Appareil       | Appareil       | Appareil       | Appareil       | Total          | Rang           | Appareil | Appareil | Appareil | Appareil | Appareil | Appareil | Total  | Rang   |
| Athlète        | Compétition      | S              | CA             | A              | SC             | BP             | BF             | Total          | Rang           | S        | CA       | A        | SC       | BP       | BF       | Total  | Rang   |
| -------------- | ---------------- | -------------- | -------------- | -------------- | -------------- | -------------- | -------------- | -------------- | -------------- | -------- | -------- | -------- | -------- | -------- | -------- | ------ | ------ |
| Kevin Crovetto | Individuel Homme |                |                |                |                |                |                |                |                |          |          |          |          |          |          |        |        |